# 김재원 (아나운서)
김재원(金載元, 1967년 7월 11일 ~ )은 대한민국의 前 KBS 아나운서이다.

## 학력
- 중앙대학교 대학원 경영학 마케팅 커뮤니케이션 전공 (박사)

## 경력
- 1995년 2월 ~ 2025년 7월 31일 KBS 21기 공채 아나운서
- 2005년 캐나다 UBC 동아시아 연구소 방문연구원
- 2010-2012년 건국대학교 커뮤니케이션학부 겸임교수
- 2015년 KBS 강태원복지재단 홍보대사
- 2016-2018년 한양대학교 미디어커뮤니케이션학과 겸임교수
- 2018-2019년 UN-환경부 지속가능발전목표 홍보대사
- 2018-2021년 청소년폭력예방재단 홍보대사
- 2019년 국방부 소통전문가단
- 2019년 장로회신학대학교대학원 초빙교수

## 방송
| 연도        | 방송사         | 제목                       | 담당             | 비고                              |
| ----------- | -------------- | -------------------------- | ---------------- | --------------------------------- |
| 1996 ~ 1997 | KBS1           | KBS 뉴스 25 (KBS 1TV)      | 진행             | 그 당시 본명은 김재민으로 진행함  |
| 1998 ~ 1999 | KBS2           | 도전! 지구탐험대           | 진행             |                                   |
| 1998 ~ 1999 | KBS1           | 시청자 의견을 듣습니다     | 진행             |                                   |
| 1998 ~ 2003 | KBS1           | 세상은 넓다                | 진행             |                                   |
| 2000        | KBS1           | 도전! 골든벨               | 특별 및 임시진행 | 2000년 3월 3일 23회(공사창립특집) |
| 2001 ~ 2002 | KBS1           | 사랑의 리퀘스트            | 진행             |                                   |
| 2001 ~ 2003 | KBS 2라디오    | KBS 제2라디오 저녁종합뉴스 | 진행             |                                   |
| 2003 ~ 2004 | KBS1           | 6시 내고향                 | 첫진행           | 2003년 2월 20일 ~ 2004년 2월 24일 |
| 2004 ~ 2005 | KBS1           | 6시 내고향                 | 재진행           | 2004년 5월 3일 ~ 2005년 8월 12일  |
| 2013 ~ 2018 | KBS1           | 6시 내고향                 | 재진행           | 2013년 4월 5일 ~ 2018년 5월 25일  |
| 2008 ~ 2013 | KBS1           | 아침마당                   | 첫진행           | 2008년 11월 17일~2013년 4월 5일   |
| 2018 ~ 2025 | KBS1           | 아침마당                   | 재진행           | 2018년 5월 28일 ~ 2025년 7월 31일 |
| 2009        | KBS1           | TV쇼 진품명품              | 출연             | 2009년 1월 18일 (쇼감정단)        |
| 2009 ~ 2010 | KBS1           | TV는 사랑을 싣고           | 진행             | 2009년 4월 24일 ~ 2010년 5월 8일  |
| 2016 ~ 2017 | KBS1           | 강연 100℃                  | 진행             |                                   |
| 2016 ~ 2022 | KBS 한민족방송 | 문화 공감                  | 진행             |                                   |

### 드라마
- 2009년 KBS2 《남자 이야기》 - 방송국 진행자 역 (특별출연)
- 2010년 KBS2 《엄마도 예쁘다》 - 라디오 진행자 역 (특별출연)
- 2012년 KBS2 《넝쿨째 굴러온 당신》 - 아침마당 진행자 역 (특별출연)

## 수상
- 2014년 한국아나운서연합회 한국아나운서대상

## 방송사고
2015년 2월 10일, 6시 내고향 진행 중, 클로징을 하던 도중에 의자가 내려가는 일이 있었다.

## 같이 보기
- 조정식 (SBS)